# Церковь Пресвятой Богородицы Перивлептос
Церковь Пресвятой Богородицы Пери́влептос (греч. Ναός Παναγίας Περιβλέπτου, макед. Црква „Пресвета Богородица Перивлептос“) — церковь в македонском городе Охрид.

## История
Граффити на фресках сообщают, что церковь была построена в 1295 году неким Прогоном Згуром, родственником византийского императора Андроника II Палеолога во время охридского архиепископа Макария. Церковь расписана фресками в стиле Палеологовского возрождения, выполненными византийскими художниками Михаилом Астрапасом и Евтихием из Салоник.
Во время использования турками Церкви Св. Софии, как мечети, Перивлептос была митрополичим кафедральным собором.
В расположенном рядом с церковью музее находится знаменитая икона «Охридское Благовещение».